# Mark Leonard Randall
Mark Randall (Milton Keynes, 28 settembre 1989) è un calciatore inglese, centrocampista del Larne.

## Caratteristiche tecniche
Viene schierato, solitamente, come centrocampista centrale oppure come ala.

## Carriera

### Club
Randall ha firmato per l'Arsenal molto giovane e ha giocato sette partite nel campionato riserve 2005-2006. È stato anche l'unico giocatore ad essere impiegato in diciotto partite della squadra riserve nel 2007-2008. Ha partecipato all'addio al calcio di Dennis Bergkamp a luglio 2006, contro l'Ajax, ed è stato convocato nelle tournée estive dei Gunners in Austria e Paesi Bassi.
Ha debuttato in prima squadra come sostituto di Denílson in Coppa di Lega, nella partita contro il West Bromwich Albion del 24 ottobre 2006. È sceso in campo anche nel quarto turno, contro l'Everton, l'8 novembre 2006, sempre per sostituire Denílson. È stato convocato anche per i quarti di finale contro il Liverpool, ma non è stato utilizzato.
L'8 febbraio 2007, ha firmato un contratto da professionista con l'Arsenal e, in estate, ha partecipato al ritiro della prima squadra. Comunque, non è stato impiegato in partite ufficiali per buona parte della stagione a causa di un infortunio in una gara della squadra riserve in agosto, contro il Fulham. È sceso in campo, però, nei quarti di finale della Coppa di Lega, contro il Blackburn Rovers, il 18 dicembre 2007 e successivamente nella semifinale contro il Tottenham Hotspur.
Il 31 gennaio 2008, è stato mandato in prestito al Burnley. Ha giocato un totale di 10 partite in Championship ed è partito da titolare in due di questi. È tornato ai Gunners dopo la fine del campionato di Championship, il 4 maggio 2008, e ha debuttato contro il Sunderland l'11 maggio 2008. Gli è stato annullato un gol nei minuti finali.
Dopo aver giocato numerose partite di precampionato, Randall ha debuttato in Champions League, nel terzo turno di qualificazione contro il Twente. Ha sostituito Theo Walcott nei minuti conclusivi.
Il 9 settembre 2013 viene ingaggiato dall'Ascoli; il 29 gennaio 2014 arriva la risoluzione del contratto.

### Nazionale
Ha giocato nelle nazionali giovanili inglesi Under-16, Under-17 ed Under-19.

## Statistiche

### Presenze e reti nei club
Statistiche aggiornate al 18 febbraio 2016.
| Stagione                  | Squadra                   | Campionato                | Campionato | Campionato | Coppe nazionali | Coppe nazionali | Coppe nazionali | Coppe continentali | Coppe continentali | Coppe continentali | Altre coppe | Altre coppe | Altre coppe | Totale | Totale |
| Stagione                  | Squadra                   | Comp                      | Pres       | Reti       | Comp            | Pres            | Reti            | Comp               | Pres               | Reti               | Comp        | Pres        | Reti        | Pres   | Reti   |
| ------------------------- | ------------------------- | ------------------------- | ---------- | ---------- | --------------- | --------------- | --------------- | ------------------ | ------------------ | ------------------ | ----------- | ----------- | ----------- | ------ | ------ |
| 2006–2007                 | Arsenal                   | PL                        | 0          | 0          | FACup+CdL       | 0+2             | 0               | UCL                | 0                  | 0                  | -           | -           | -           | 2      | 0      |
| 2007–2008                 | Arsenal                   | PL                        | 1          | 0          | FACup+CdL       | 0+2             | 0               | UCL                | -                  | -                  | -           | -           | -           | 3      | 0      |
| gen.-giu. 2008            | Burnley                   | FLC                       | 10         | 0          | FACup+CdL       | 0               | 0               | -                  | -                  | -                  | -           | -           | -           | 10     | 0      |
| 2008–2009                 | Arsenal                   | PL                        | 1          | 0          | FACup+CdL       | 0+3             | 0               | UCL                | 2                  | 0                  | -           | -           | -           | 6      | 0      |
| 2009-2010                 | Arsenal                   | PL                        | 0          | 0          | FACup+CdL       | 0+2             | 0               | UCL                | 0                  | 0                  | -           | -           | -           | 2      | 0      |
| gen.-giu. 2010            | MK Dons                   | FL1                       | 16         | 0          | FACup+CdL       | 0               | 0               | -                  | -                  | -                  | -           | -           | -           | 16     | 0      |
| 2010–2011                 | Arsenal                   | PL                        | 0          | 0          | FACup+CdL       | 0               | 0               | UCL                | 0                  | 0                  | -           | -           | -           | 0      | 0      |
| Totale Arsenal            | Totale Arsenal            | Totale Arsenal            | 2          | 0          |                 | 9               | 0               |                    | 2                  | 0                  |             |             |             | 13     | 0      |
| gen.-giu. 2011            | Rotherham Utd             | FL2                       | 10         | 1          | FACup+CdL       | 0               | 0               | -                  | -                  | -                  | -           | -           | -           | 10     | 1      |
| 2011-2012                 | Chesterfield              | FL1                       | 16         | 1          | FACup+CdL+FLT   | 0+0+1           | 0               | -                  | -                  | -                  | -           | -           | -           | 17     | 1      |
| 2012-2013                 | Chesterfield              | FL2                       | 29         | 1          | FACup+CdL+FLT   | 2+0+2           | 1+0+0           | -                  | -                  | -                  | -           | -           | -           | 33     | 2      |
| Totale Chesterfield       | Totale Chesterfield       | Totale Chesterfield       | 45         | 2          |                 | 5               | 1               |                    |                    |                    |             |             |             | 50     | 3      |
| 2013-gen. 2014            | Ascoli                    | 1D                        | 3          | 0          | CI-PD           | 0               | 0               | -                  | -                  | -                  | -           | -           | -           | 3      | 0      |
| mar.-giu. 2014            | MK Dons                   | 1D                        | 4          | 0          | FACup+CdL+CdL   | 0               | 0               | -                  | -                  | -                  | -           | -           | -           | 4      | 0      |
| 2014-2015                 | MK Dons                   | FLO                       | 9          | 0          | FACup+CdL+CdL   | 2+1+1           | 0               | -                  | -                  | -                  | -           | -           | -           | 13     | 0      |
| 2015-gen. 2016            | MK Dons                   | FLC                       | 0          | 0          | FACup+CdL+CdL   | 0               | 0               | -                  | -                  | -                  | -           | -           | -           | 0      | 0      |
| Totale Milton Keynes Dons | Totale Milton Keynes Dons | Totale Milton Keynes Dons | 13         | 0          |                 | 4               | 0               |                    |                    |                    |             |             |             | 17     | 0      |
| gen. 2016-                | Barnet                    | FLT                       | 2          | 0          | FACup+CdL+CdL   | 0               | 0               | -                  | -                  | -                  | -           | -           | -           | 0      | 0      |
| Totale carriera           | Totale carriera           | Totale carriera           | 101        | 3          |                 | 18              | 1               |                    | 2                  | 0                  |             |             |             | 121    | 4      |

## Palmarès

### Club

#### Competizioni nazionali
- Campionato nordirlandese: 2

Larne: 2022-2023, 2023-2024
- IFA Charity Shield: 1

Larne: 2024